# Seleção da China de Hóquei no Gelo Masculino
A Seleção da China de Hóquei no gelo representa a República Popular da China nas competições oficiais da FIHG.